# Her Highness and the Bellboy
Her Highness and the Bellboy (bra: Sua Alteza e o Groom) é um filme estadunidense de 1945, do gênero comédia romântica, dirigido por Richard Thorpe, e estrelado por Hedy Lamarr, Robert Walker e June Allyson.
A trama retrata a história de uma princesa europeia que contrata um mensageiro de hotel para ser seu atendente pessoal sem saber que ele está apaixonado por ela.

## Sinopse
A bela Princesa Veronica (Hedy Lamarr) viaja para a cidade de Nova Iorque em busca de Paul MacMillan (Warner Anderson), um colunista de jornal por quem se apaixonou seis anos atrás. Após fazer o registro de entrada no elegante Hotel Eaton, ela é confundida com uma nova arrumadeira pelo mensageiro Jimmy Dobson (Robert Walker). Encantada com sua confusão, a princesa insiste para que ele se torne seu atendente pessoal, sem saber que ele se apaixonou por ela.

## Elenco
- Hedy Lamarr como Princesa Veronica
- Robert Walker como Jimmy Dobson
- June Allyson como Leslie Odell
- Carl Esmond como Barão Zoltan Faludi
- Agnes Moorehead como Condessa Zoe
- Rags Ragland como Albert Weever
- Ludwig Stössel como Sr. Puft
- George Cleveland como Dr. Elfson
- Warner Anderson como Paul MacMillan
- Konstantin Shayne como Yanos Van Lankovitz
- Tom Trout como Hack
- Ben Lessy como Ele mesmo
- Patty Moore como Fae
- Edward Gargan como Policial

## Produção
O filme iniciou sua produção em 11 de dezembro de 1944, estendendo-se até o final de janeiro de 1945. Após uma pausa que perdurou até 7 de fevereiro de 1945, a produção foi retomada até a segunda metade daquele mesmo mês.
De acordo com a revista The Hollywood Reporter, a Metro-Goldwyn-Mayer apressou a produção e a filmagem de algumas cenas devido à "maternidade iminente" de Hedy Lamarr. Após o término das gravações, o contrato de Lamarr com a MGM foi encerrado.

## Recepção
O filme recebeu críticas mistas. De acordo com os registros da Metro-Goldwyn-Mayer, o filme arrecadou US$ 2.280.000 nacionalmente e US$ 889.000 no exterior, totalizando US$ 3.169.000 mundialmente. O retorno lucrativo da produção foi de US$ 915.000.